# قلعة رينغبرغ

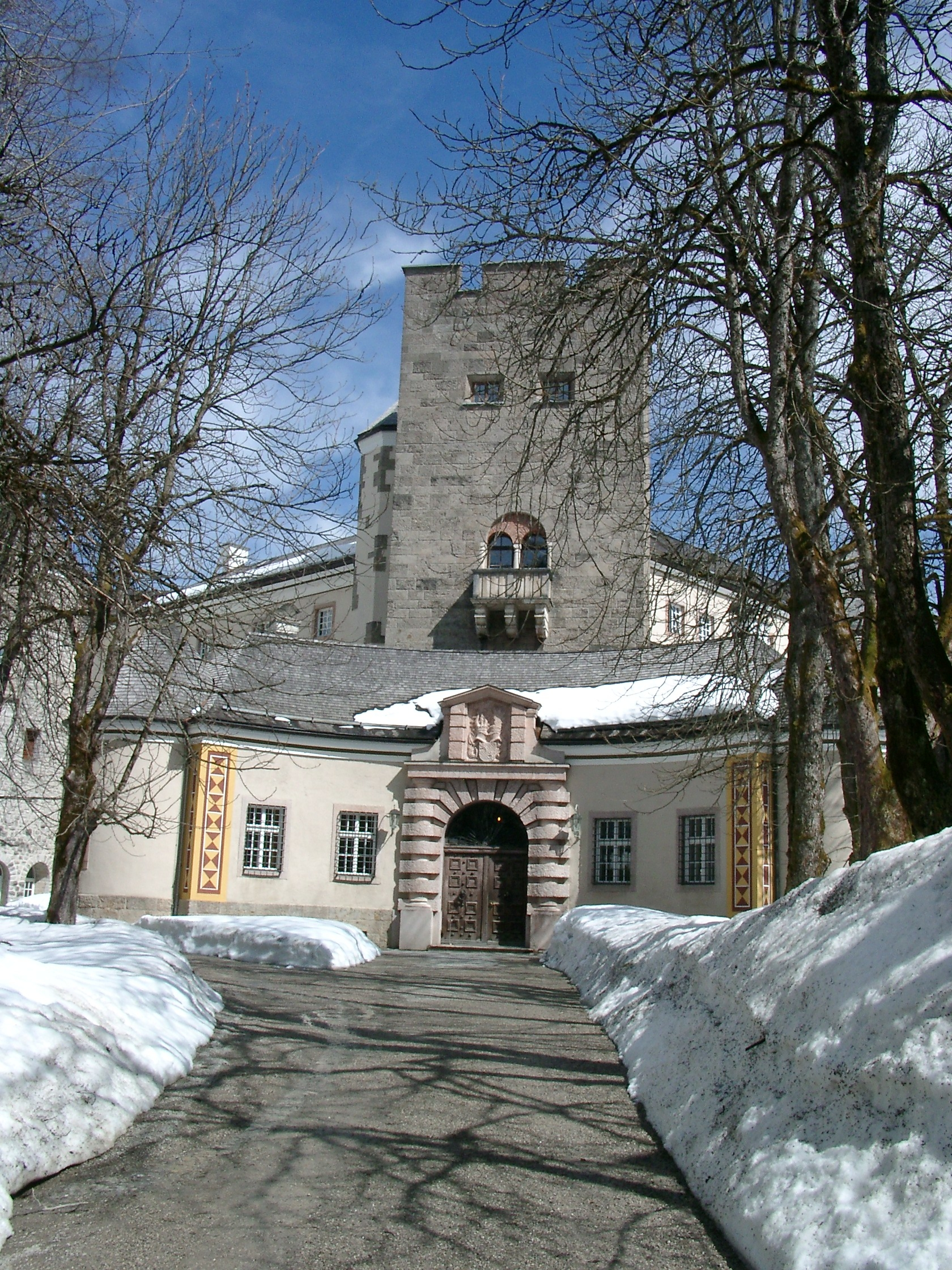
المدخل الرئيسي لقلعة رينغبرغ

قلعة رينغبرغ أو (كما تسمى بالألمانية) شلوس رينغبرغ (بالألمانية: Schloss Ringberg) هي قلعة في جبال الألب البافارية على بُعد نحو 50 كيلومترًا إلى الجنوب من ميونخ، على تلة تشرف على بلدة تيغرنزيه، وهي من ممتلكات جمعية ماكس بلانك، وتتخذها الجمعية مقرًا لمؤتمراتها. انتقلت ملكية القلعة إلى جمعية ماكس بلانك من مالكها الدوق لويتبولد إيمانويل لودفيغ ماريا (1890 ـ 1973)، الذي كان بلا وريث، فوقّع في سنة 1967 عقدًا أهدى بموجبه القلعة إلى الجمعية، وانتقلت القلعة فعليًا إلى ملكية الجمعية عقب وفاة الدوق سنة 1973.

## وصلات خارجية
- الموقع الرسمي لقلعة رينغبرغ(بالألمانية)

(بالإنجليزية)